# 中国之抗战
《中国之抗战》（英語：The Battle of China，又译《中国为何而战》、《中国之战》）是一部面向美国观众讲述中国抗日战争的电影宣传片，也是法蘭克·卡普拉、安纳托尔·李维克合作导演的《我们为何而战》系列第6部电影。

## 背景
自第一次世界大战以来，宣传战就成为战争的一部分。中日爆发全面战争后，日本为维护其大東亞共榮圈的主张，在满洲国等控制区制作了大量宣扬泛亚主义的影片；与之相对，中国的知识分子也以电影为抗战之工具，制作了大量宣扬民族主義、支持抗日战争的影片。1938年中華全國電影界抗敵協會在武汉成立，该会“以團結全國電影界人士發展電影文化從事抗戰工作為宗旨”，积极制作抗战影片。与此同时，国民政府也在1937年8月12日頒佈《戰時電影事業統制辦法》，要求停拍所有于战时事务无关的电影，并在同年成立中国电影制片厂主持军事纪录片的拍摄。1941年10月，罗静予與馮天佑在国府安排下前往美国，将中国境内拍摄的纪录片胶卷交给了美国方面剪辑改编。
《我们为何而战》旨在通过向美国人介绍各国抗击法西斯的情况，激励美国的年轻人为了自由民主投身战场、“奮戰如虎”，而作为系列电影第6部的《中国之抗战》正是在中美并肩作战、中国抗战危急的时候拍摄完成。《中国之抗战》电影取材自中國、英国、美国3国拍摄的电影，中国电影制片厂制作的《中国新闻》《抗战特辑》《电影新闻》《抗战号外》等新闻纪录片都成为背景素材，此外这一系列有大量专家顾问参与制作，台词和剧本都受到了各国政府官员的检查。

## 剧情概要
影片以《义勇军进行曲》为片头曲和片尾曲，中间穿插《大地》《苦幹：中國不可戰勝的秘密》《馬可波羅東遊記》等故事片的镜头烘托氛围。片头曲过后，影片首先展示了日本轰炸上海的惨烈情形，以递进排比的旁白增加感染力：“这就是中国之抗战，这就是1937年9月的上海，这就是新式战争的可怕开端，这就是首次对无助市民的大规模轰炸。”随后，开始了影片的第一个部分——介绍中国国情和中日关系：影片从“中国是历史，中国是土地，中国是人民”三个角度介绍中国，先倒叙中国历史并结合西方历史加以解读，接着介绍了中国本部、满洲、蒙古、新疆、西藏、黄河、珠江、长江等中国地理，最后强调中国人民之和平友善；介绍完中国后开始介绍日本的野心，中国利用西方文明发展民生，相较之下日本借用西方文明建设战争机器。在介绍完中日两国后，影片开始第二部分，介绍中日战争的情形：影片从九一八事變、满洲国建立讲到七七事变、淞沪会战，直到最后国府西迁以后的抗战。这些素材中最珍贵的莫过于美国牧师约翰·马骥拍摄的南京大屠殺影片。影片使用了较大篇幅描绘滇缅公路以及中国远征军与美军联合作战的故事。影片最后则是宋美龄在美国国会演说，以《义勇军进行曲》收尾。

## 上映与评价

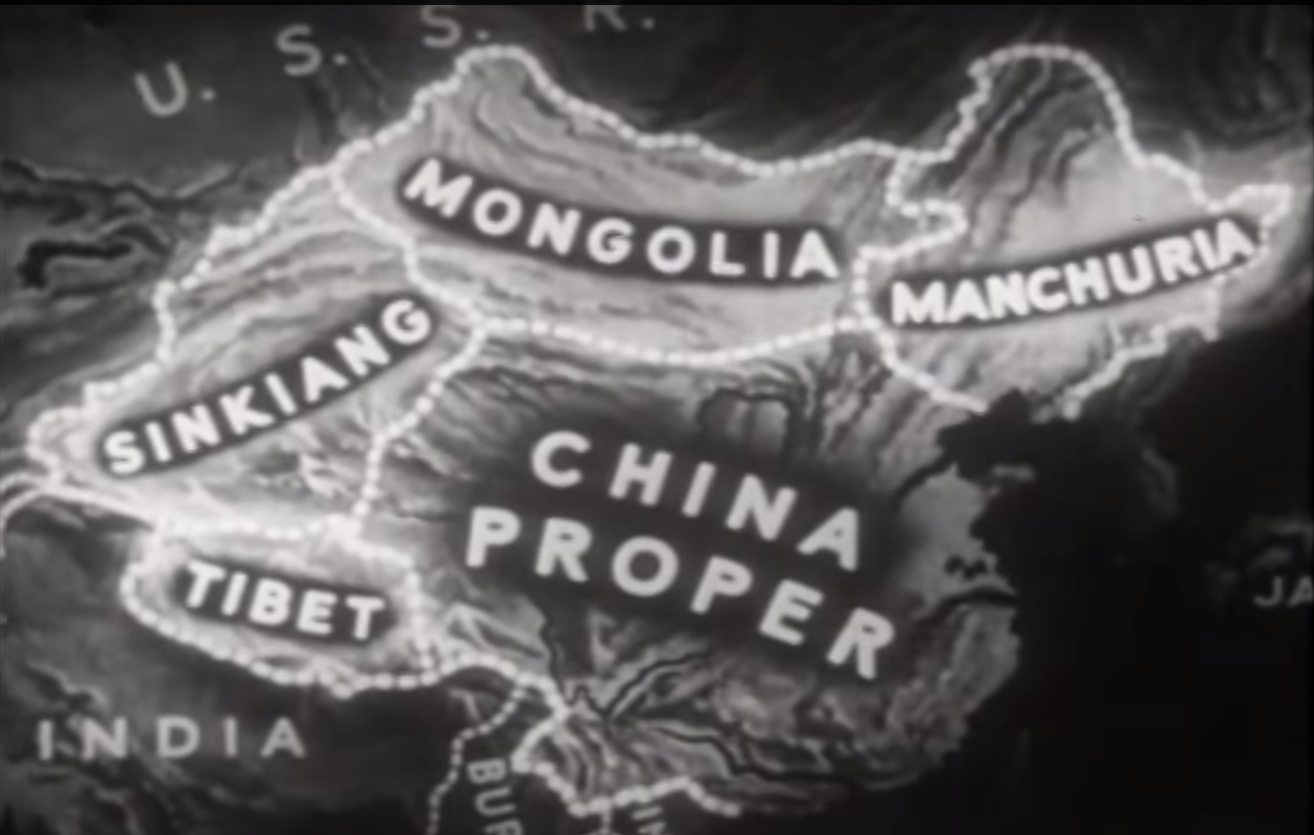
影片对1944年中国版图的介绍

自1944年《中国之抗战》在美国上映至1945年第二次世界大战结束，一共有5400万美国观众观看此片，400万美军士兵在上战场前观看此片，然而这部影片在战后很快停映。美国政府原定于1946年4月15日至18日在纽约现代艺术博物馆举行公映，但在4月13日宣布因为“影片内容存在错误”停止公映，并在后来限制了该片在美国国内的公映。这一点可能与两件事相关，第一则如电影史研究者埃里克·巴尔诺认为，影片中缺乏中国共产党抗日的内容，过分拔高了国民政府的统治能力和政治地位；第二则是美国于1945年雅尔塔会议上承认了外蒙古现状，而影片保留了秋海棠地图。澳大利亚方面的态度则相对积极，在影片的放映的末尾增加一段长文，说明这故事可能也會在澳大利亚發生。在新加坡上映后，亲中国共产党的《風下》週刊则对影片大加贬责，认为影片中刻意描写中国人的逃难和死亡，丑化中国人的形象，剧情歪曲了国民政府消极抗日、迫害中国共产党的事实，周刊还对影片素材提供者、中共党员罗静予施以人身攻击。
在人物刻画上，影片有着东方主义、種族歧視的嫌疑。正如北京电影学院的赵立诺所指出，这部影片虽然肯定中国的文化，但几乎没有给中国人任何机会讲述自己的文化，对中国文化的解读则是建立在西方人他者化的想象上：影片内容并非是中国的实际调查，而是选取中国元素来配合解说的内容、迎合西方观众对中国的认知，例如刻板印象中天坛、石狮、马褂、旗袍、農民等西方观众所熟悉的中国元素。影片在叙事风格上还受到《意志的勝利》影响，具有很强的意识形态色彩，力图营造一种“美国人拯救岌岌可危的民主国家”的叙事模式，而在影片中3000万人被迫西迁的悲壮叙事则变成了“逃离奴役、奔赴自由”的西方观念，在描绘中国人民苦难的同时着力于刻画滇缅公路中美国的责任、美国军队挺身而出“为中国抗战”的領導力。密歇根大学的马耐庵教授也指出，影片实际上将世界简单划分为中国所在之自由世界和日本所在之奴役世界，影片中“独立而富有个性”的自由中国、新中国与国民政府实际统治大相径庭，影片在过度美化中国的同时以大量刻板印象和种族歧视描绘日本。澳大利亚版的言辞相较美国版更为犀利，甚至在結尾的長文中直言日本是黄祸。
尽管这部电影主要面向美国观众，但影片在中国国内反而受到更大的关注和更高的评价。当1944年影片在美国首映时，《今日電影》就详细介绍并评价“全片取材極為翔實，演出亦極為生動”。1944年，该片在重庆和成都首映，《电影与播音》杂志称各地青年在看完影片后热血沸腾，积极投身于抗日战场，并且称这部影片是好莱坞改善对中国歧视的转折。1947年，该片在上海首映时，中国国内仍是好评如潮，《美星電影》《大眾夜報》《錫報》都认可反映抗战血泪史，从各种角度高度评价其历史真实性和艺术感染力。